# New York Knicks 2000-2001
La stagione 2000-01 dei New York Knicks fu la 52ª nella NBA per la franchigia.
I New York Knicks arrivarono terzi nella Atlantic Division della Eastern Conference con un record di 48-34. Nei play-off persero al primo turno con i Toronto Raptors (3-2).

## Roster
| N° | Naz.                   | Ruolo | Sportivo           | Anno | Alt. | Peso |
| -- | ---------------------- | ----- | ------------------ | ---- | ---- | ---- |
| 1  | Stati Uniti (bandiera) | G     | Chris Childs       | 1967 | 191  | 88   |
| 2  | Stati Uniti (bandiera) | A     | Larry Johnson      | 1969 | 198  | 113  |
| 7  | Stati Uniti (bandiera) | G     | Lavor Postell      | 1978 | 196  | 98   |
| 8  | Stati Uniti (bandiera) | GA    | Latrell Sprewell   | 1970 | 196  | 86   |
| 9  | Stati Uniti (bandiera) | G     | Rick Brunson       | 1972 | 193  | 86   |
| 13 | Australia (bandiera)   | C     | Luc Longley        | 1969 | 218  | 120  |
| 20 | Stati Uniti (bandiera) | G     | Allan Houston      | 1971 | 198  | 91   |
| 21 | Stati Uniti (bandiera) | G     | Charlie Ward       | 1970 | 188  | 86   |
| 23 | Stati Uniti (bandiera) | AC    | Marcus Camby       | 1974 | 211  | 100  |
| 25 | Stati Uniti (bandiera) | G     | Erick Strickland   | 1973 | 191  | 95   |
| 31 | Stati Uniti (bandiera) | G     | Mark Jackson       | 1965 | 185  | 82   |
| 32 | Stati Uniti (bandiera) | AC    | Othella Harrington | 1974 | 206  | 107  |
| 40 | Stati Uniti (bandiera) | A     | Kurt Thomas        | 1972 | 206  | 104  |
| 41 | Stati Uniti (bandiera) | A     | Glen Rice          | 1967 | 201  | 98   |
| 44 | Stati Uniti (bandiera) | C     | Travis Knight      | 1974 | 213  | 107  |
| 50 | Stati Uniti (bandiera) | C     | Felton Spencer     | 1968 | 213  | 120  |

## Staff tecnico
- Allenatore: Jeff Van Gundy
- Vice-allenatori: Don Chaney, Tom Thibodeau, Greg Brittenham, Steve Clifford, Kevin O'Neill